# Bácsborsód
Bácsborsód (németül: Borschod, horvátul: Boršot) község Bács-Kiskun vármegyében, a Bácsalmási járásban.

## Fekvése
Bács-Kiskun vármegyében, a Bácska északi részén, a Bokodi–Kígyós-csatorna jobb partján, Bajától 19 kilométerre délkeletre fekszik. Síkvidéki útifalu.
A szomszédos települések az országhatár magyar oldalán: észak felől Bácsbokod, északkelet felől Bácsalmás, délkelet felől Madaras és Katymár, délnyugat felől Gara, északnyugat felől pedig Vaskút.

### Megközelítése
Közúton három irányból közelíthető meg: Bácsbokod vagy Gara érintésével az 5505-ös, Katymár felől pedig az 5508-as úton.
A hazai vasútvonalak közül a települést a Bátaszék–Kiskunhalas-vasútvonal érinti. A vonal a község északi határában halad el, de megállási pontja nincs Bácsborsód területén; a legközelebbi vasúti csatlakozási lehetőséget Bácsbokod-Bácsborsód vasútállomás kínálja, Bácsborsód központjától másfél-két kilométerre északra.

## Története
A község területén lelt szarmata és kelta tárgyak nagyon régi, több évezredes településre utalnak. Még a honfoglalás után is áthaladt rajta egy fontos kereskedelmi útvonal.
Fennmaradt okiratban először 1333-ban, Károly Róbert király uralkodása idején említik Borsódszentlőrinc néven.
A „borsod” a „bors” személynévből származik, a nyelvérzék azonban átvonta a „borsó” szócsaládba. A „Bács” előtagot – számos Borsod nevű helységtől megkülönböztetésül – 1897-ben kapta. A török hódoltság alatt népes település volt, amit a kalocsai érsekség 1543. évi dézsmajegyzéke is bizonyít. Az itteniek négyszer annyi adót fizettek, mint a kalocsaiak.
A település első fennmaradt írásos említése idején (1333, Bursous) egyházas hely és a Becsei család birtoka volt.
A török hódoltság alatt magyar lakosságát délszlávok váltották fel (1572).
A 18. század első felében puszta. Új birtokosa, a Latinovics/Latinovits család telepítette be (1781).
A török kiűzése után a falu rövid ideig a határőrvidékhez tartozott.

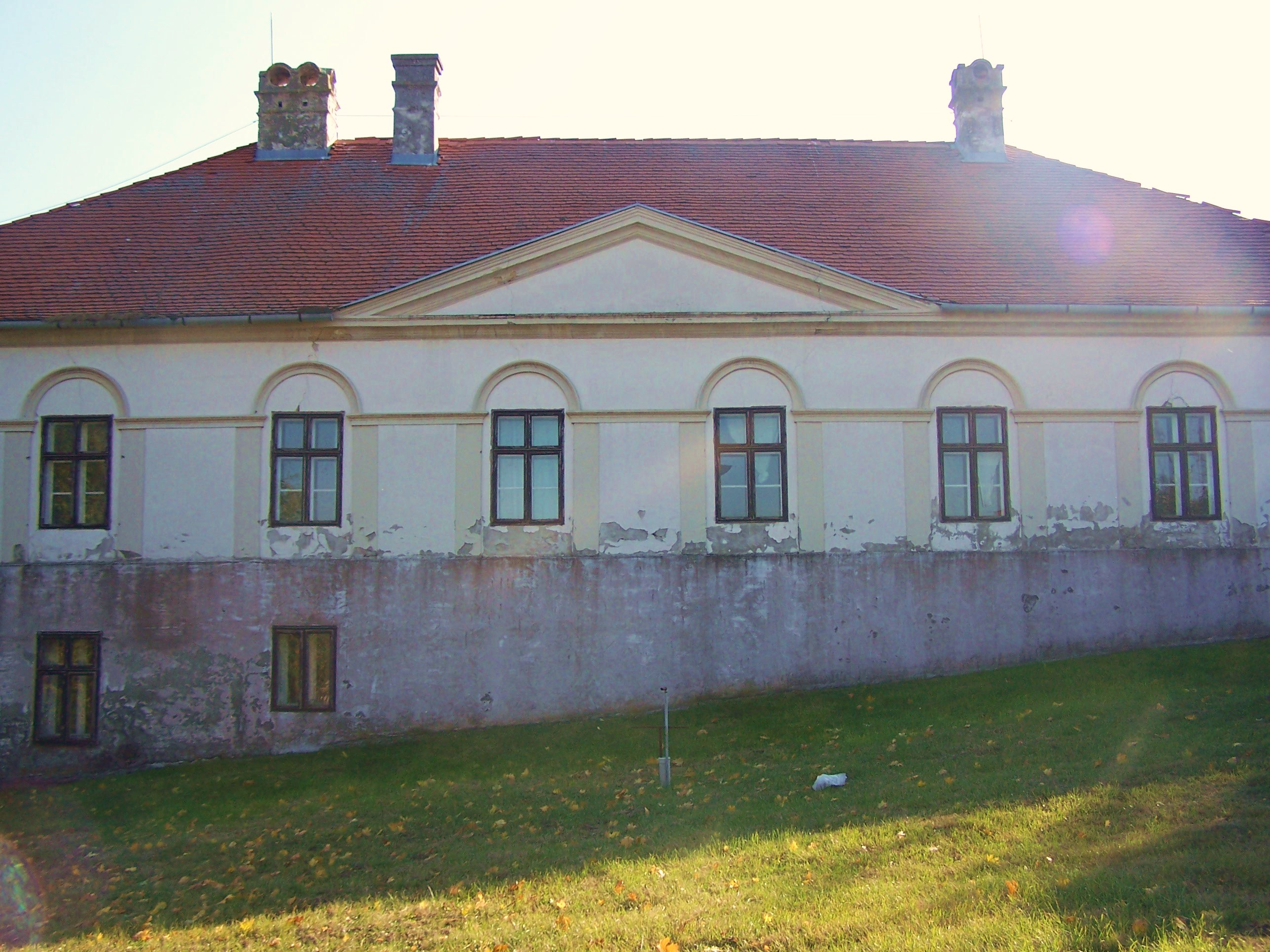
Latinovits-kúria

1697-től Buttler János várkapitány tulajdonába került, aki 1725-ben eladta Hammerschmidt Jánosnak. Tőle még abban az esztendőben megvásárolta a Latinovics-család két tagja, Latinovics Dániel és István.
1781-től nagyarányú telepítések kezdődtek. A földesurak a falut magyarokkal népesítették be. A Latinovicsok az 1848-as szabadságharcban kivétel nélkül a magyar ügy oldalára álltak.
A világosi fegyverletétel után anyagi helyzetük megrendült, de három hajdani épületük még ma is megvan, köztük a kastély, amelyben az Őszi Napfény Szociális Otthon kapott helyet. A falu határában álló, egykor paplakként funkcionáló kúria azonban lassan az enyészeté lesz a családi sírkápolnával együtt.
A község nevezetes szülötte volt Moholy-Nagy László (1895–1946), aki festőként, fotográfusként és művészeti szakíróként is maradandót alkotott. Szülőháza magántulajdonban van, nem látogatható.
Az első világháború után, 1918-tól 1921-ig a Szerb–Horvát–Szlovén Királysághoz tartozott. A második világháború után, 1946-ban és 1947-ben német lakóinak többségét kitelepítették Németországba. .
A település 1950-ig Bács-Bodrog vármegyéhez tartozott. Lakosainak száma 1910-ben 2717             (magyar, német, horvát), 1990-ben 1355 volt.
2001-ben lakosságának 97,6% magyar 1,17% horvát, 0,46% szerb, 0,39% német, 0,31% pedig egyéb nemzetiségűnek vallotta magát.

## Közélete

### Polgármesterei
- 1990–1994: Csomor László (független)[5]
- 1994–1998: Csomor László (független)[6]
- 1998–2002: Csomor László (független)[7]
- 2002–2006: Csomor László (független)[8]
- 2006–2010: Csomor László (független)[9]
- 2010–2014: Csomor László (független)[10]
- 2014–2019: Csomor László (független)[11]
- 2019–2024: Bognár Anita (független)[12]
- 2024– : Bognár Anita (független)[1]

## Népesség
A település népességének változása:
| Lakosok száma | 1179 | 1160 | 1087 | 1017 | 1054 | 1038 | 1028 |
|               | 2013 | 2014 | 2018 | 2021 | 2022 | 2023 | 2024 |

A 2011-es népszámlálás során a lakosok 94,1%-a magyarnak, 1,3% cigánynak, 0,2% horvátnak, 4,4% németnek, 0,2% szerbnek mondta magát (5,9% nem nyilatkozott; a kettős identitások miatt a végösszeg nagyobb lehet 100%-nál). A vallási megoszlás a következő volt: római katolikus 68,6%, református 4,5%, evangélikus 0,1%, izraelita 0,1%, felekezeten kívüli 11,9% (14,6% nem nyilatkozott).
2022-ben a lakosság 94%-a vallotta magát magyarnak, 2,4% németnek, 0,8% horvátnak, 0,5% cigánynak, 0,3% bolgárnak, 0,1-0,1% örménynek, románnak és szerbnek, 1,2% egyéb, nem hazai nemzetiségűnek (5,8% nem nyilatkozott; a kettős identitások miatt a végösszeg nagyobb lehet 100%-nál). Vallásuk szerint 46,5% volt római katolikus, 3,5% református, 0,3% evangélikus, 0,4% görög katolikus, 0,1% izraelita, 0,8% egyéb keresztény, 1,5% egyéb katolikus, 18,9% felekezeten kívüli (28% nem válaszolt).

## Nevezetességei
- Latinovits-Pucher-Schumacher-Sauerborn-kastély – Latinovits Frigyes kúriája (barokk, 1767; átalakítva a 19. század első felében)[15]
- Római katolikus templom (késő barokk, 1781)

## Ismert személyek
- Itt született 1895. július 20-án Moholy-Nagy László festő, grafikus, ipari formatervező.
- Itt szolgált 1954-től haláláig Müller Antal római katolikus pap, érseki tanácsos.